# (133,12,1)-Blockplan
Der (133,12,1)-Blockplan ist ein spezieller symmetrischer Blockplan. Um ihn konstruieren zu können, musste dieses kombinatorische Problem gelöst werden: eine leere 133×133-Matrix wurde so mit Einsen gefüllt, dass jede Zeile der Matrix genau 12 Einsen enthält und je zwei beliebige Zeilen genau eine Eins in der gleichen Spalte besitzen (nicht mehr und nicht weniger). Das klingt relativ einfach, ist aber nicht trivial zu lösen. Es gibt nur gewisse Kombinationen von Parametern (wie hier v = 133, k = 12, λ = 1), für die eine solche Konstruktion überhaupt machbar ist. In dieser Übersicht sind die kleinsten solcher (v,k,λ) aufgeführt.

## Bezeichnung
Dieser symmetrische 2-(133,12,1)-Blockplan wird Projektive Ebene oder Desarguessche Ebene der Ordnung 11 genannt.

## Eigenschaften
Dieser symmetrische Blockplan hat die Parameter v = 133, k = 12, λ = 1 und damit folgende Eigenschaften:
- Er besteht aus 133 Blöcken und 133 Punkten.
- Jeder Block enthält genau 12 Punkte.
- Je 2 Blöcke schneiden sich in genau 1 Punkt.
- Jeder Punkt liegt auf genau 12 Blöcken.
- Je 2 Punkte sind durch genau 1 Block verbunden.

## Existenz und Charakterisierung
Es existiert (bis auf Isomorphie) mindestens ein 2-(133,12,1)-Blockplan. Diese Lösung ist:
- Lösung 1 (selbstdual) mit der Signatur 133·1980

## Liste der Blöcke
Hier sind alle Blöcke dieses Blockplans aufgelistet; zum Verständnis dieser Liste siehe diese Veranschaulichung
- Lösung 1

```
  1   2   3   4   5   6   7   8   9  10  11  12
  1  13  14  15  16  17  18  19  20  21  22  23
  1  24  25  26  27  28  29  30  31  32  33  34
  1  35  36  37  38  39  40  41  42  43  44  45
  1  46  47  48  49  50  51  52  53  54  55  56
  1  57  58  59  60  61  62  63  64  65  66  67
  1  68  69  70  71  72  73  74  75  76  77  78
  1  79  80  81  82  83  84  85  86  87  88  89
  1  90  91  92  93  94  95  96  97  98  99 100
  1 101 102 103 104 105 106 107 108 109 110 111
  1 112 113 114 115 116 117 118 119 120 121 122
  1 123 124 125 126 127 128 129 130 131 132 133
  2  13  24  35  46  57  68  79  90 101 112 123
  2  14  25  36  47  58  69  80  91 102 113 124
  2  15  26  37  48  59  70  81  92 103 114 125
  2  16  27  38  49  60  71  82  93 104 115 126
  2  17  28  39  50  61  72  83  94 105 116 127
  2  18  29  40  51  62  73  84  95 106 117 128
  2  19  30  41  52  63  74  85  96 107 118 129
  2  20  31  42  53  64  75  86  97 108 119 130
  2  21  32  43  54  65  76  87  98 109 120 131
  2  22  33  44  55  66  77  88  99 110 121 132
  2  23  34  45  56  67  78  89 100 111 122 133
  3  13  25  37  49  61  73  85  97 109 121 133
  3  14  26  44  51  64  78  79  96 105 115 131
  3  15  33  38  56  63  76  80  90 108 117 127
  3  16  29  45  50  58  75  88  92 101 120 129
  3  17  31  41  47  62  70  87 100 104 112 132
  3  18  34  43  53  59  74  82  99 102 116 123
  3  19  24  36  55  65  71  86  94 111 114 128
  3  20  30  35  48  67  77  83  98 106 113 126
  3  21  28  42  46  60  69  89  95 110 118 125
  3  22  27  40  54  57  72  81  91 107 122 130
  3  23  32  39  52  66  68  84  93 103 119 124
  4  13  26  38  50  62  74  86  98 110 122 124
  4  14  33  40  53  67  68  85  94 104 120 125
  4  15  27  45  52  65  69  79  97 106 116 132
  4  16  34  39  47  64  77  81  90 109 118 128
  4  17  30  36  51  59  76  89  93 101 121 130
  4  18  32  42  48  63  71  88  91 105 112 133
  4  19  25  44  54  60  75  83 100 103 117 123
  4  20  24  37  56  66  72  87  95 102 115 129
  4  21  31  35  49  58  78  84  99 107 114 127
  4  22  29  43  46  61  70  80  96 111 119 126
  4  23  28  41  55  57  73  82  92 108 113 131
  5  13  27  39  51  63  75  87  99 111 113 125
  5  14  29  42  56  57  74  83  93 109 114 132
  5  15  34  41  54  58  68  86  95 105 121 126
  5  16  28  36  53  66  70  79  98 107 117 133
  5  17  25  40  48  65  78  82  90 110 119 129
  5  18  31  37  52  60  77  80  94 101 122 131
  5  19  33  43  49  64  72  89  92 106 112 124
  5  20  26  45  55  61  76  84  91 104 118 123
  5  21  24  38  47  67  73  88  96 103 116 130
  5  22  32  35  50  59  69  85 100 108 115 128
  5  23  30  44  46  62  71  81  97 102 120 127
  6  13  28  40  52  64  76  88 100 102 114 126
  6  14  31  45  46  63  72  82  98 103 121 128
  6  15  30  43  47  57  75  84  94 110 115 133
  6  16  25  42  55  59  68  87  96 106 122 127
  6  17  29  37  54  67  71  79  99 108 118 124
  6  18  26  41  49  66  69  83  90 111 120 130
  6  19  32  38  53  61  78  81  95 101 113 132
  6  20  34  44  50  65  73  80  93 107 112 125
  6  21  27  36  56  62  77  85  92 105 119 123
  6  22  24  39  48  58  74  89  97 104 117 131
  6  23  33  35  51  60  70  86  91 109 116 129
  7  13  29  41  53  65  77  89  91 103 115 127
  7  14  34  35  52  61  71  87  92 110 117 130
  7  15  32  36  46  64  73  83  99 104 122 129
  7  16  31  44  48  57  76  85  95 111 116 124
  7  17  26  43  56  60  68  88  97 107 113 128
  7  18  30  38  55  58  72  79 100 109 119 125
  7  19  27  42  50  67  70  84  90 102 121 131
  7  20  33  39  54  62  69  82  96 101 114 133
  7  21  25  45  51  66  74  81  94 108 112 126
  7  22  28  37  47  63  78  86  93 106 120 123
  7  23  24  40  49  59  75  80  98 105 118 132
  8  13  30  42  54  66  78  80  92 104 116 128
  8  14  24  41  50  60  76  81  99 106 119 133
  8  15  25  35  53  62  72  88  93 111 118 131
  8  16  33  37  46  65  74  84 100 105 113 130
  8  17  32  45  49  57  77  86  96 102 117 125
  8  18  27  44  47  61  68  89  98 108 114 129
  8  19  31  39  56  59  73  79  91 110 120 126
  8  20  28  43  51  58  71  85  90 103 122 132
  8  21  34  40  55  63  70  83  97 101 115 124
  8  22  26  36  52  67  75  82  95 109 112 127
  8  23  29  38  48  64  69  87  94 107 121 123
  9  13  31  43  55  67  69  81  93 105 117 129
  9  14  30  39  49  65  70  88  95 108 122 123
  9  15  24  42  51  61  77  82 100 107 120 124
  9  16  26  35  54  63  73  89  94 102 119 132
  9  17  34  38  46  66  75  85  91 106 114 131
  9  18  33  36  50  57  78  87  97 103 118 126
  9  19  28  45  48  62  68  80  99 109 115 130
  9  20  32  40  47  60  74  79  92 111 121 127
  9  21  29  44  52  59  72  86  90 104 113 133
  9  22  25  41  56  64  71  84  98 101 116 125
  9  23  27  37  53  58  76  83  96 110 112 128
 10  13  32  44  56  58  70  82  94 106 118 130
 10  14  28  38  54  59  77  84  97 111 112 129
 10  15  31  40  50  66  71  89  96 109 113 123
 10  16  24  43  52  62  78  83  91 108 121 125
 10  17  27  35  55  64  74  80  95 103 120 133
 10  18  25  39  46  67  76  86  92 107 115 132
 10  19  34  37  51  57  69  88  98 104 119 127
 10  20  29  36  49  63  68  81 100 110 116 131
 10  21  33  41  48  61  75  79  93 102 122 128
 10  22  30  45  53  60  73  87  90 105 114 124
 10  23  26  42  47  65  72  85  99 101 117 126
 11  13  33  45  47  59  71  83  95 107 119 131
 11  14  27  43  48  66  73  86 100 101 118 127
 11  15  29  39  55  60  78  85  98 102 112 130
 11  16  32  41  51  67  72  80  97 110 114 123
 11  17  24  44  53  63  69  84  92 109 122 126
 11  18  28  35  56  65  75  81  96 104 121 124
 11  19  26  40  46  58  77  87  93 108 116 133
 11  20  25  38  52  57  70  89  99 105 120 128
 11  21  30  37  50  64  68  82  91 111 117 132
 11  22  34  42  49  62  76  79  94 103 113 129
 11  23  31  36  54  61  74  88  90 106 115 125
 12  13  34  36  48  60  72  84  96 108 120 132
 12  14  32  37  55  62  75  89  90 107 116 126
 12  15  28  44  49  67  74  87  91 101 119 128
 12  16  30  40  56  61  69  86  99 103 112 131
 12  17  33  42  52  58  73  81  98 111 115 123
 12  18  24  45  54  64  70  85  93 110 113 127
 12  19  29  35  47  66  76  82  97 105 122 125
 12  20  27  41  46  59  78  88  94 109 117 124
 12  21  26  39  53  57  71  80 100 106 121 129
 12  22  31  38  51  65  68  83  92 102 118 133
 12  23  25  43  50  63  77  79  95 104 114 130
```

## Zyklische Darstellung
Es existiert eine zyklische Darstellung (Singer-Zyklus) dieses Blockplans, sie ist isomorph zur obigen Liste der Blöcke. Ausgehend von dem dargestellten Block erhält man die restlichen Blöcke des Blockplans durch zyklische Permutation der in ihm enthaltenen Punkte.
- Lösung 1

```
  1  10  11  13  27  31  68  75  83 110 115 121
```

## Orthogonale Lateinische Quadrate (MOLS)
Diese Projektive Ebene der Ordnung 11 ist äquivalent mit diesen 10 MOLS der Ordnung 11:
{\displaystyle {\begin{bmatrix}{\begin{array}{*{11}{c}}1&2&3&4&5&6&7&8&9&10&11\\2&3&10&6&8&11&1&7&5&4&9\\3&10&4&11&7&9&2&1&8&6&5\\4&6&11&5&2&8&10&3&1&9&7\\5&8&7&2&6&3&9&11&4&1&10\\6&11&9&8&3&7&4&10&2&5&1\\7&1&2&10&9&4&8&5&11&3&6\\8&7&1&3&11&10&5&9&6&2&4\\9&5&8&1&4&2&11&6&10&7&3\\10&4&6&9&1&5&3&2&7&11&8\\11&9&5&7&10&1&6&4&3&8&2\end{array}}\end{bmatrix}}\quad {\begin{bmatrix}{\begin{array}{*{11}{c}}1&3&4&5&6&7&8&9&10&11&2\\2&10&6&8&11&1&7&5&4&9&3\\3&4&11&7&9&2&1&8&6&5&10\\4&11&5&2&8&10&3&1&9&7&6\\5&7&2&6&3&9&11&4&1&10&8\\6&9&8&3&7&4&10&2&5&1&11\\7&2&10&9&4&8&5&11&3&6&1\\8&1&3&11&10&5&9&6&2&4&7\\9&8&1&4&2&11&6&10&7&3&5\\10&6&9&1&5&3&2&7&11&8&4\\11&5&7&10&1&6&4&3&8&2&9\end{array}}\end{bmatrix}}}
{\displaystyle {\begin{bmatrix}{\begin{array}{*{11}{c}}1&4&5&6&7&8&9&10&11&2&3\\2&6&8&11&1&7&5&4&9&3&10\\3&11&7&9&2&1&8&6&5&10&4\\4&5&2&8&10&3&1&9&7&6&11\\5&2&6&3&9&11&4&1&10&8&7\\6&8&3&7&4&10&2&5&1&11&9\\7&10&9&4&8&5&11&3&6&1&2\\8&3&11&10&5&9&6&2&4&7&1\\9&1&4&2&11&6&10&7&3&5&8\\10&9&1&5&3&2&7&11&8&4&6\\11&7&10&1&6&4&3&8&2&9&5\end{array}}\end{bmatrix}}\quad {\begin{bmatrix}{\begin{array}{*{11}{c}}1&5&6&7&8&9&10&11&2&3&4\\2&8&11&1&7&5&4&9&3&10&6\\3&7&9&2&1&8&6&5&10&4&11\\4&2&8&10&3&1&9&7&6&11&5\\5&6&3&9&11&4&1&10&8&7&2\\6&3&7&4&10&2&5&1&11&9&8\\7&9&4&8&5&11&3&6&1&2&10\\8&11&10&5&9&6&2&4&7&1&3\\9&4&2&11&6&10&7&3&5&8&1\\10&1&5&3&2&7&11&8&4&6&9\\11&10&1&6&4&3&8&2&9&5&7\end{array}}\end{bmatrix}}}
{\displaystyle {\begin{bmatrix}{\begin{array}{*{11}{c}}1&6&7&8&9&10&11&2&3&4&5\\2&11&1&7&5&4&9&3&10&6&8\\3&9&2&1&8&6&5&10&4&11&7\\4&8&10&3&1&9&7&6&11&5&2\\5&3&9&11&4&1&10&8&7&2&6\\6&7&4&10&2&5&1&11&9&8&3\\7&4&8&5&11&3&6&1&2&10&9\\8&10&5&9&6&2&4&7&1&3&11\\9&2&11&6&10&7&3&5&8&1&4\\10&5&3&2&7&11&8&4&6&9&1\\11&1&6&4&3&8&2&9&5&7&10\end{array}}\end{bmatrix}}\quad {\begin{bmatrix}{\begin{array}{*{11}{c}}1&7&8&9&10&11&2&3&4&5&6\\2&1&7&5&4&9&3&10&6&8&11\\3&2&1&8&6&5&10&4&11&7&9\\4&10&3&1&9&7&6&11&5&2&8\\5&9&11&4&1&10&8&7&2&6&3\\6&4&10&2&5&1&11&9&8&3&7\\7&8&5&11&3&6&1&2&10&9&4\\8&5&9&6&2&4&7&1&3&11&10\\9&11&6&10&7&3&5&8&1&4&2\\10&3&2&7&11&8&4&6&9&1&5\\11&6&4&3&8&2&9&5&7&10&1\end{array}}\end{bmatrix}}}
{\displaystyle {\begin{bmatrix}{\begin{array}{*{11}{c}}1&8&9&10&11&2&3&4&5&6&7\\2&7&5&4&9&3&10&6&8&11&1\\3&1&8&6&5&10&4&11&7&9&2\\4&3&1&9&7&6&11&5&2&8&10\\5&11&4&1&10&8&7&2&6&3&9\\6&10&2&5&1&11&9&8&3&7&4\\7&5&11&3&6&1&2&10&9&4&8\\8&9&6&2&4&7&1&3&11&10&5\\9&6&10&7&3&5&8&1&4&2&11\\10&2&7&11&8&4&6&9&1&5&3\\11&4&3&8&2&9&5&7&10&1&6\end{array}}\end{bmatrix}}\quad {\begin{bmatrix}{\begin{array}{*{11}{c}}1&9&10&11&2&3&4&5&6&7&8\\2&5&4&9&3&10&6&8&11&1&7\\3&8&6&5&10&4&11&7&9&2&1\\4&1&9&7&6&11&5&2&8&10&3\\5&4&1&10&8&7&2&6&3&9&11\\6&2&5&1&11&9&8&3&7&4&10\\7&11&3&6&1&2&10&9&4&8&5\\8&6&2&4&7&1&3&11&10&5&9\\9&10&7&3&5&8&1&4&2&11&6\\10&7&11&8&4&6&9&1&5&3&2\\11&3&8&2&9&5&7&10&1&6&4\end{array}}\end{bmatrix}}}
{\displaystyle {\begin{bmatrix}{\begin{array}{*{11}{c}}1&10&11&2&3&4&5&6&7&8&9\\2&4&9&3&10&6&8&11&1&7&5\\3&6&5&10&4&11&7&9&2&1&8\\4&9&7&6&11&5&2&8&10&3&1\\5&1&10&8&7&2&6&3&9&11&4\\6&5&1&11&9&8&3&7&4&10&2\\7&3&6&1&2&10&9&4&8&5&11\\8&2&4&7&1&3&11&10&5&9&6\\9&7&3&5&8&1&4&2&11&6&10\\10&11&8&4&6&9&1&5&3&2&7\\11&8&2&9&5&7&10&1&6&4&3\end{array}}\end{bmatrix}}\quad {\begin{bmatrix}{\begin{array}{*{11}{c}}1&11&2&3&4&5&6&7&8&9&10\\2&9&3&10&6&8&11&1&7&5&4\\3&5&10&4&11&7&9&2&1&8&6\\4&7&6&11&5&2&8&10&3&1&9\\5&10&8&7&2&6&3&9&11&4&1\\6&1&11&9&8&3&7&4&10&2&5\\7&6&1&2&10&9&4&8&5&11&3\\8&4&7&1&3&11&10&5&9&6&2\\9&3&5&8&1&4&2&11&6&10&7\\10&8&4&6&9&1&5&3&2&7&11\\11&2&9&5&7&10&1&6&4&3&8\end{array}}\end{bmatrix}}}

## Oval
Ein Oval des Blockplans ist eine Menge seiner Punkte, von welcher keine drei auf einem Block liegen. Hier ist ein Beispiel eines Ovals maximaler Ordnung dieses Blockplans:
- Lösung 1

```
  1   2  13  25  38  55  63  78  84  94 103 131
```